# Hostrup (Sydslesvig)
 For alternative betydninger, se Hostrup. (Se også artikler, som begynder med Hostrup)
Hostrup er en landsby beliggende nord for Havetoft (Hovtoft) ved landevejen mellem Flensborg og Egernfjord i det centrale Angel i Sydslesvig. Administrativt hører landsbyen under Havetoft i Slesvig-Flensborg kreds i den nordtyske delstat Slesvig-Holsten. I kirkelig henseende hører landsbyen til Havetoft Sogn. Sognet lå i Strukstrup Herred (Gottorp Amt, Sønderjylland), da området tilhørte Danmark. Oprindeligt hørte Hostrup dog under Ugle Herred i Flensborg Amt. Byen er landbrugspræget med spredt bebyggelse. Syd for landsbyen løber Hostrup Å (også Bollingsted Å) mod sydvest. Nord for selve landsbyen ligger udflytterstedet Hostrupskov (Hostrupholz).
Hostrup er første gang nævnt 1425 (Dipl. Flensb.I, s. 248). Stednavnet er afledt af hors for hest. Hostrupskov er første gang dokumenteret 1854.
I årene efter anden verdenskrig var der dansk skole og børnehave i landsbyen (Hostrup danske Skole).